# Cellular Signalling
Cellular Signalling is een internationaal, aan collegiale toetsing onderworpen wetenschappelijk tijdschrift op het gebied van de celbiologie.
De naam wordt in literatuurverwijzingen meestal afgekort tot Cell. Signal.
Het wordt uitgegeven door Elsevier en verschijnt maandelijks.
Het eerste nummer verscheen in 1989.